# Phyllanthus fimbriatitepalus
Phyllanthus fimbriatitepalus är en emblikaväxtart som beskrevs av André Guillaumin. Phyllanthus fimbriatitepalus ingår i släktet Phyllanthus och familjen emblikaväxter.
Artens utbredningsområde är Vanuatu. Inga underarter finns listade i Catalogue of Life.